# Cotinis pokornyi
Cotinis pokornyi är en skalbaggsart som beskrevs av Deloya 1995. Cotinis pokornyi ingår i släktet Cotinis och familjen Cetoniidae. Inga underarter finns listade i Catalogue of Life.